# Newtontoppen
Newtontoppen (literalment: Pic de Newton) és la muntanya més gran i més alta de Svalbard (Noruega), amb 1713 m d'altitud. Es troba a la part nord-est de l'illa de Spitsbergen. La muntanya està composta principalment de granit del període Silurià. El primer a assolir el pic va ser el suec Helge Backlund el 4 d'agost del 1900. Actualment no és gaire habitual l'ascensió al Newtontoppen, pel fet que és lluny de qualsevol assentament humà i dins la perillosa zona àrtica. Tanmateix és possible arribar-hi amb moto de neu.

## Nom
El 1898 la muntanya va rebre aquest nom en honor d'Isaac Newton. Les muntanyes dels voltants van rebre els noms d'altres astrònoms i matemàtics famosos al mateix any, com ara el Perriertoppen o el Galileotoppen.